# 全国硕士研究生招生考试

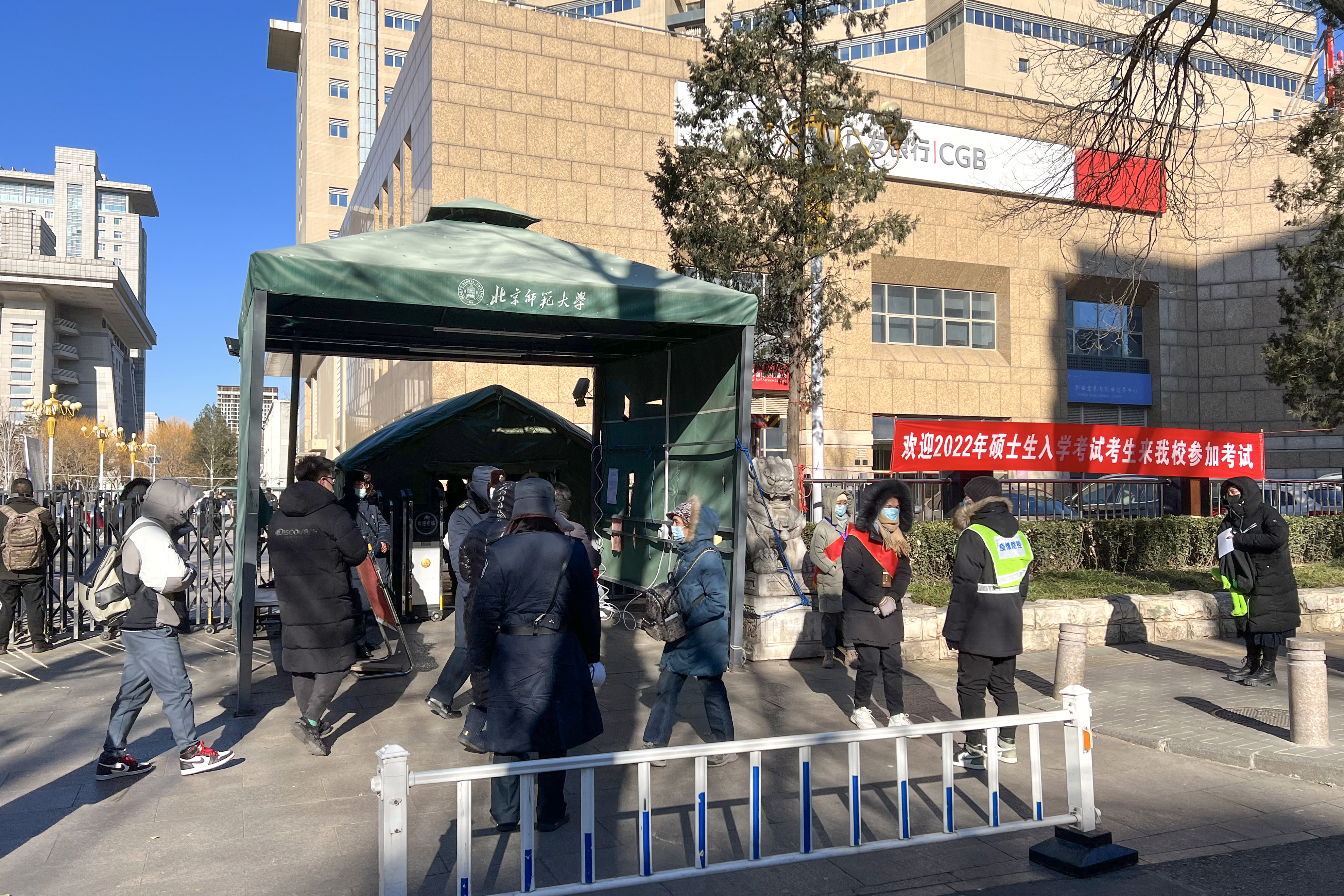
2022年考研初试首日，北京师范大学京师大厦西南门的考生入口和欢迎横幅

全国硕士研究生招生考试是应届本科毕业生、本科畢業及同等学力學生攻读中华人民共和国大陆地区高校硕士研究生所必须进行的招生考试，類似於高中畢業生升讀大學須參加的高考。参加研究生考试的人员必须符合中華人民共和國教育部《研究生入学考试招生简章》的相关规定，約於每年的十二月至來年的五月舉辦。
在中國大陆，考研是大學畢業生獲得碩士學位的主要通道。
据教育部数据统计，2025年考研报名人数为388万人，2024年考研报名人数为438万人，2023年考研报名人数为474万人，2022年考研报名人数为457万人，2021年考研报考人数为377万，2020年考研报考人数为341万人。

## 全国统一招生考试

### 报考限制[5]
根据《2022年全国硕士研究生招生工作管理规定》：
第十五条 报名参加全国硕士研究生招生考试的人员，须符合下列条件：
　　（一）中华人民共和国公民。
　　（二）拥护中国共产党的领导，品德良好，遵纪守法。
　　（三）身体健康状况符合国家和招生单位规定的体检要求。
　　（四）考生学业水平必须符合下列条件之一：
1. 国家承认学历的应届本科毕业生（含普通高校、成人高校、普通高校举办的成人高等学历教育等应届本科毕业生）及自学考试和网络教育届时可毕业本科生。考生录取当年入学前（具体期限由招生单位规定）必须取得国家承认的本科毕业证书或教育部留学服务中心出具的《国（境）外学历学位认证书》，否则录取资格无效。
2. 具有国家承认的大学本科毕业学历的人员。
3. 获得国家承认的高职高专毕业学历后满2年（从毕业后到录取当年入学之日，下同）或2年以上的人员，以及国家承认学历的本科结业生，符合招生单位根据本单位的培养目标对考生提出的具体学业要求的，按本科毕业同等学力身份报考。
4. 已获硕士、博士学位的人员。

　　在校研究生报考须在报名前征得所在培养单位同意。

### 初试分区
根据报考单位所属地区的不同，考研初试分一区（A区）和二区（B区）：
一区：
北京、天津、河北、山西、辽宁、吉林、黑龙江、上海、江苏、浙江、安徽、福建、江西、山东、河南、湖北、湖南、广东、重庆、四川、陕西
二区：
内蒙古、广西、海南、贵州、云南、西藏、甘肃、青海、宁夏、新疆
二区的初试分数线（国家线）会低于一区。通过二区但没有通过一区分数线的考生，只能调剂二区院校，无法调剂一区院校。

### 报名
中国研究生招生信息网为研究生统一招生考试报名的唯一官方网站。一般9月中旬开放应届本科生(大學生)预报名，10月中下旬开放正式报名，两个阶段只需一次报名，报名信息都有效。报名时间为开放日每日9：00—22：00；除開放報名时段外不可以修改报名資料，且逾期不予办理。报名时不清楚之处应事先与招生单位联系。注册用户直接与报名号对应，每个帐号只能报名一次。该帐号是查询报名号的唯一方法，在后期的调剂系统中可继续使用。
报名后，大概11月初，需要按规定时间现场确认，照相并且缴纳报名费。北京地区报名点可以通过网上支付。如果报名信息无误，招生单位将为每一位考生（推免生除外）寄送准考证。2019年起，大部分地区启用网络确认，无需到现场进行确认。准考证也改为自助下载、打印形式。

### 初试
初试一般是从每年公历12月27日之前（含27日）的最后一个星期六开始，通常持续两天（少数专业持续三天）。初试考试科目一般包含政治、外语、数学、专业业务。考试方式均为笔试。
- 周六上午8:30-11:30：
  - 统一考试、法律硕士联考及单考科目考政治理论（满分为100分）。
  - 工商管理硕士专业学位（MBA）初试联考科目考综合能力（满分为200分）。
- 周六下午14:00-17:00：外国语（满分为100分）；
  - 应试的外国语语种按招生单位的规定任选一种。
- 周日上午8:30-11:30：统考数学或专业基础课（满分各为150分）。
  - 报考教育学、历史学、医学门类者，考专业基础综合（满分为300分）。
  - 报考农学门类者，考农学门类公共基础。
  - 报考理工财经类者，考统一数学，但根据专业要求不同，分数学一至数学三，共三等。
- 周日下午14:00-17:00：业务课（满分为150分）。
  - 报考农学门类者，考农学学科基础综合。
  - 报考计算机相关学科者，考计算机学科专业基础综合（但亦有学校不参考该科目而是自主命题）。

具体的考试内容依据考试报考招生单位而定，但一般来说，政治、统考外语、数学三门和部分专业科目由教育部统一命题，自命题外语（及第二外语）和大部分专业科目则由各招生单位命题。
受2019冠状病毒病疫情影响，2021年、2022年、2023年举行的考研初试根据各地防疫政策，入场前需考生提供核酸证明、承诺书、健康码绿码等材料（具体需要的材料各地有所不同）。

### 复试
复试，通常开始于3月底，大概结束于5月初。复试前先由自主确定复试分数线改革试点的高校公布复试分数线，通知超过分数线的考生前来复试，并综合其复试的表现，按一定比例录取。除34所自主划线院校外，报考其他院校的考生需要通过国家线才可获得参加复试的资格。国家线会在初试成绩公布后的数日公布。复试由招生单位自行安排考试时间、地点、科目、方式内容（其中包含外语口语和听力）。招生结果大概在复试后一个月公布。被录取的考生在当年九月入学学习。
在SARS事件和2019冠状病毒病疫情期间，部分招生单位的复试工作亦采用电话复试、网络复试等其他特殊方式举行。
受2019冠状病毒病疫情影响，2020年的硕士研究生招生复试推迟到5月举行。绝大多数招生单位的复试工作均采用网络远程复试的方式举行。由于疫情的持续，2021年和2022年举行的硕士研究生招生复试大部分采用网络远程考试的方式进行。网络考试在疫情下逐渐常态化。
由于网络考试不受地域限制，复试调剂考生得以在家参加多所异地大学的考试，而不用特意前往该地区。

### 调剂
考研初试成绩通过国家线，但没有被第一志愿学校录取的，可以参加考研调剂。通过A区国家线的考生可以调剂A区或B区院校，通过B区国家线但没有通过A区国家线的考生，只能调剂B区院校。
考生在调剂系统开通后，通过网上报名调剂。目标院校挑选并邀请考生参加调剂考试，合格后考生可选择接受录取或放弃。第一志愿复试日期在调剂窗口开启后才进行的情况时，考生也可以先于第一志愿院校参加外校调剂，该行为并不影响第一志愿考试。但若考生选择接受外校录取，则无法继续参加第一志愿考试。
调剂可以同时报名三个平行志愿。通常考生需要前往目标院校进行考试。2020年之后，受冠状病毒疫情影响，绝大部分院校实行在线考试。调剂考生得以在不移动的前提下报考全国各地的多所院校。

## 自行组织的单独考试
各校自行组织的单独考试中，報名者除需符合全国统一招生考试学历要求外，大学本科毕业后连续工作 4 年或以上，业务优秀，已发表过研究论文（技术报告）或已经成为业务骨干，经單獨考試舉辦单位同意和两名相關領域專家推荐者，始可为該校定向培养或委托培养的在职人员。获得硕士学位或博士学位后工作 2 年或 2 年以上，业务优秀，经舉辦单位同意和和两名相關領域專家推荐者，為为該校委托培养的在职人员。此外，其餘相關規定視各校而定。

## 推荐免试生
推荐免试攻读硕士（博士）研究生资格，简称推荐免试，俗称保研。分保送校内和保送校外两种。各个学校作业程序大致相同，具体安排并不一致。

### 时间安排
由于各个学校有各自的安排，而且每年都有不同，无法一一列举。一般是：
| 阶段     | 校内推荐                                                       | 校外接收                                                                        |
| -------- | -------------------------------------------------------------- | ------------------------------------------------------------------------------- |
| 准备     | 从确定保送意向开始至大三暑假                                   | 从确定保送意向开始至大三暑假                                                    |
| 申请     | 大四开学九月                                                   | 大三暑假七月至大四九月                                                          |
| 初审     | 大三七月至大四九月                                             | 一般为申请后一周内                                                              |
| 复试     | 大四开学后两周内                                               | 初审通过后将告知复试时间， 一般为大四九月至10月                                 |
| 拟录取   | 大四十月                                                       | 通过复试后将颁发拟录取通知，要求寄送正式材料                                    |
| 报考     | 大四十月至十一月（按规定填表领取免试校验码，参加全国统一报考） | 大四十月至十一月（按规定填表领取免试校验码，参加全国统一报考）                  |
| 资格复审 | 一般没有                                                       | 大四四月到六月 主要了解学生保送后是否仍旧优秀，是否出现成绩大幅下滑或受到处分等 |

### 申请者须具备的条件
1. 政治、品德合乎规定。
2. 全国重点大学优秀应届本科毕业生：[10]
  1. 能在所就读的学校取得推荐免试研究生资格；
  2. 专业能力强，名列前茅；
  3. 未受过任何处分；
  4. 身心健康，符合相关的体检要求；
  5. 所学专业与所报专业相同或相近。[11]

### 申请程序
1. 提交申请
2. 初审与复试
3. 录取

### 拟录取之后的规定
由于各个学校有各自的要求，无法一一列举。
1. 对已拟录取的保送生，研究生入学前未取得学士学位或本科毕业证书，或受到处分的，通常会被取消录取资格。
2. 申请中存在弄虚作假的推免生，一经发现，通常会被取消其录取资格和学籍。
3. 保送后成绩出现大幅度下滑的，尤其出现不及格的，很可能会被取消其录取资格。
4. 毕业设计未能达到“良”及以上的，可能会被取消其录取资格。
5. 已拟录取，没有按照规定时间在中国研究生招生信息网进行网上报名者，或报名信息错误者。[12]

### 具有推荐和接受资格的院校
教育部每年公布具有推荐和接收资格的院校名单。

### 学费
教育部对这个问题没有相关规定，按照学校规定。有些自筹和委托培养的专业，如软件工程硕士属于自费。一般认为，自2008年起，各所大学的公费制度取消，取而代之的是奖学金等柔性措施。